# Renia tilosalis
Renia tilosalis är en fjärilsart som beskrevs av Smith 1909. Renia tilosalis ingår i släktet Renia och familjen nattflyn. Inga underarter finns listade.